# Чемпионат мира по волейболу среди девушек 1993
3-й Чемпионат мира по волейболу среди девушек проходил со 2 по 9 сентября 1993 года в Братиславе (Словакия) с участием 12 сборных команд, составленных из игроков не старше 18 лет. Чемпионский титул выиграла юниорская сборная России.

## Команды-участницы
Чехия и Словакия (объединённая сборная) — команда страны-организатора;
Россия, Румыния, Турция, Франция — представители ЕКВ;
Япония, Южная Корея — по итогам азиатской квалификации 1993;
Куба, Мексика — представители NORCECA;
Бразилия, Перу — по итогам чемпионата Южной Америки среди девушек 1992;
Египет — представитель CAVB.

## Квалификация
Всего для участия в чемпионате мира квалифицировались 12 команд. Кроме объединённой сборной Чехии и Словакии, представлявшей организаторов, 4 команды преодолели отбор по итогам двух турниров — чемпионата Южной Америки и азиатского квалификационного турнира. 4 путёвки получили команды ЕКВ, две — команды NORCECA, одну — представитель CAVB.
| Турнир                                     | Дата        | Место проведения | Команды                                 |
| ------------------------------------------ | ----------- | ---------------- | --------------------------------------- |
| Сборная страны-организатора чемпионата     |             |                  | Чехия и Словакия (объединённая сборная) |
| Квота ЕКВ                                  |             |                  | Россия Румыния Турция Франция           |
| Азиатская квалификация 1993                |             |                  | Япония Южная Корея                      |
| Квота NORCECA                              |             |                  | Куба Мексика                            |
| Чемпионат Южной Америки среди девушек 1992 | апрель 1992 | Ла-Серена        | Бразилия Перу*                          |
| Квота CAVB                                 |             |                  | Египет                                  |

* Перу включена в число участников чемпионата вместо отказавшейся Аргентины.

## Система розыгрыша
Соревнования состояли из двух групповых этапов и плей-офф. На первом этапе 12 команд-участниц были разбиты на 4 группы, в которых играли в один круг. 8 команд (по две лучшие из каждой группы) вышли во второй этап, где образовали две группы по 4 команды. В группах 2-го этапа команды играли с учётом матчей между собой на 1-й стадии. По две лучшие команды вышли в плей-офф за 1—4-е места и разыграли медали чемпионата. Оставшиеся 4 команды из групп в плей-офф определили итоговые 5—8-е места.

## Плей-офф

### Полуфинал за 5—8-е места
8 сентября

### Полуфинал за 1—4-е места
8 сентября

### Матч за 7-е место
9 сентября
Куба — Чехия и Словакия 3:-

### Матч за 5-е место
9 сентября
Бразилия — Турция 3:-

### Матч за 3-е место
9 сентября
Южная Корея — Перу 3:-

### Финал
9 сентября
Россия — Япония 3:1 (15:7, 15:17, 15:5, 15:6).

## Итоги

### Положение команд
| Место | Команда          |
| ----- | ---------------- |
| 1     | Россия           |
| 2     | Япония           |
| 3     | Южная Корея      |
| 4     | Перу             |
| 5     | Бразилия         |
| 6     | Турция           |
| 7     | Куба             |
| 8     | Чехия и Словакия |
| 9—12  | Румыния          |
| 9—12  | Франция          |
| 9—12  | Мексика          |
| 9—12  | Египет           |

### Призёры
Россия: Елена Година, Ольга Губайдулина, Светлана Губайдулина, Ирина Донец, Мария Лихтенштейн, Наталия Макарова, Юлия Обатнина, Наталья Сафронова, Марина Синиченко, Любовь Соколова, Александра Сорокина, Лариса Якунина. Главный тренер — Валерий Юрьев.
  Япония,
  Южная Корея.